# Dasychira tenebrosa
Dasychira tenebrosa är en fjärilsart som beskrevs av Walker 1865. Dasychira tenebrosa ingår i släktet Dasychira och familjen tofsspinnare. Inga underarter finns listade i Catalogue of Life.